# Glenda Jacksonová
Glenda May Jacksonová (9. května 1936 Birkenhead, Spojené království – 15. června 2023, Londýn) byla britská herečka, držitelka dvou Oscarů za nejlepší ženský herecký výkon z let 1969 a 1973 za filmy Zamilované ženy a Na úrovni z let.
Od roku 1983 se také aktivně věnovala politické kariéře. V roce 1990 poprvé kandidovala do Dolní sněmovny, ve které působila od roku 1992 do roku 2015.